# Joy (film)
Joy – amerykański komediodramat z 2015 roku, luźno oparty na autentycznej historii Joy Mangano, zawdzięczającej wszelkie sukcesy samej sobie amerykańskiej milionerce, która stworzyła własne finansowe imperium po tym, jak wynalazła tzw. cudownego mopa (ang. Miracle Mop). W tytułową rolę wcieliła się nominowana do Oscara za pierwszoplanową rolę żeńską, aktorka Jennifer Lawrence. Reżyserem i scenarzystą filmu jest David O. Russell.